# 894

## أحداث
- أهل نورثمبريا وأنجليا الشرقية ببايعون ألفريد العظيم ملكا عليهم، ولكنهم يكسرون الهدنة بعد وقت قصير بمهاجمتهم جنوب غرب انجلترة.

## مواليد
- ابن السني

## وفيات
- أحمد بن عمر الاغلبي
- دوست العابد - عالم ومحدث وعابد بغدادي.